# Vespola caeruleifera
Vespola caeruleifera är en fjärilsart som beskrevs av Walker 1868. Vespola caeruleifera ingår i släktet Vespola och familjen nattflyn. Inga underarter finns listade i Catalogue of Life.